# 高橋良輔 (アニメ監督)
髙橋 良輔（たかはし りょうすけ、1943年1月11日 - ）は、日本の男性アニメ演出家・監督、脚本家、プロデューサー。
ペンネームは「高橋和十八」「山口和十八」「奇数和十八」など多数。スタジオあかばんてん主宰。大阪芸術大学キャラクター造形学科教授。倉敷芸術科学大学非常勤講師。日本アニメーター・演出協会（JAniCA）会員。

## 略歴
会社員として伊藤忠自動車でいすゞ・ヒルマンミンクスなどの高級車のセールスマンをしつつ明治大学二部（夜間）文学部に通っていた最中、東映動画にいた友人から虫プロを紹介され、サラリーマンを辞めて1964年に虫プロに入社した。その後しばらくは大学に籍を置いていたが、1967年に中退。虫プロ時代は手塚治虫原作のアニメ作品の脚本、演出を担当した。1969年の『どろろ』を担当した後に虫プロを退社して、CM制作会社グループダートへ移籍。
その後、虫プロ出身者がアニメ制作会社サンライズを立ち上げると、『ゼロテスター』以後は同社作品を中心に携わった。
代表作の『装甲騎兵ボトムズ』を始めとしたリアルロボット系統の作品の他、ギャグ・ほのぼの・バトルなど多彩なジャンル手がけている。サンライズの女児向けアニメ『ママは小学4年生』にも関わっている。
1990年代はサンライズの他にぎゃろっぷも拠点の一つとし、演出協力という肩書で様々なジャンルの作品を監修した。特に『赤ずきんチャチャ』の脚本として参加していた三井秀樹によれば、同作の実質的なシリーズ構成としての役割を果たしており、アイデアの提供も行っていた。
リアルロボット系の監督作品には特徴的なギミックが登場し、そのほかのアニメやコミックなどに影響を与えた。例えば『装甲騎兵ボトムズ』の「ローラーダッシュ」「（火薬を用いた）アームパンチ」「パイルバンカー」や『機甲界ガリアン』の「ガリアンソード」が挙げられる。

## 人物
同業者の押井守のファンで、一番好きな作品は『うる星やつら2 ビューティフル・ドリーマー』。
1960年の安保闘争には若過ぎて理解できず、1970年の安保闘争の頃には「見ちゃったものが多すぎて動けない」状態だったため、学生運動に参加し切れなかった。この「動けない」という自分の性格の弱さが、『ダグラム』制作の根底にあり、主人公の性格に反映されている、と語っている。

## 作風
フリーライターの霜月たかなかは、高橋の作品の特徴について「主人公とシチュエーションの相剋」と語っている。
主にシリーズ構成として、作品全体をコントロールし、作品を文芸の面から支えるタイプである。次回予告の原稿は必ず高橋が書いている。
大抵の画面演出のコントロールは、ローテーションの演出に任せている。
高橋は自身を「シリーズの本質はオープニングと文芸と次回予告にしかない。それらの面倒を見るのが自分の役割。それに自信があるし、自分に向いている。後は誰がやってもいい」「宮崎駿さんみたいに現場でバリバリやるタイプではないし、富野由悠季さんみたいに周囲に対して盛大にラッパを吹き鳴らす人間ではない」と称している。
押井守からは「自己主張が激しくないのに、監督が務まっている人」「彼の様なやり方もあるんだ」「彼の仕事のする上でのツボを見極める姿勢が大好き。それを見たことで、『“こうしなさい”という方向性を出した上で、その方面で優秀なスタッフに一任して、その要素を全部マッチングして、1つのパーツにする』という僕の方法論を編み出した」と感心している。

## 受賞歴
- 1984年 『第6回アニメグランプリ』男性キャラクター部門 第一位 キリコ・キュービィー（『装甲騎兵ボトムズ』）
- 1985年 『第2回日本アニメ大賞・アトム賞』 OVA部門 最優秀作品賞（『装甲騎兵ボトムズ ザ・ラスト・レッドショルダー』）
- 1986年 『第3回日本アニメ大賞・アトム賞』演出部門 最優秀演出賞（『蒼き流星SPTレイズナー』）
- 2024年 『東京アニメアワードフェスティバル2024』においてアニメ功労部門を受賞[10]

## 参加作品

### テレビアニメ
1964年
- 鉄腕アトム（ - 1965年、制作進行・演出助手）

1965年
- W3（ワンダースリー）（各話/演出）

1967年
- 悟空の大冒険（演出）
- リボンの騎士（演出）
- おらぁグズラだど（ - 1968年、演出）

1968年
- アニマル1（演出）

1969年
- どろろ（改名後：どろろと百鬼丸）（演出）
- ムーミン（ - 1970年、演出）

1971年
- さすらいの太陽（演出）
- 国松さまのお通りだい（ - 1972年、演出）

1973年
- ゼロテスター、ゼロテスター地球を守れ!（ - 1974年、監督・脚本・絵コンテ・演出）

1975年
- 勇者ライディーン（絵コンテ）
- わんぱく大昔クムクム（演出）

1976年
- まんが日本昔ばなし（ - 1994年、演出）
- まんが世界昔ばなし（ - 1979年、演出）
- ろぼっ子ビートン（ - 1977年、絵コンテ）
- 超電磁ロボ コン・バトラーV（ - 1977年）

1977年
- まんが偉人物語（演出）

1978年
- 野球狂の詩（絵コンテ）

1979年
- サイボーグ009（新）（ - 1980年、監督）
- ザ☆ウルトラマン（ - 1980年、絵コンテ）

1980年
- 鉄腕アトム（新）（ - 1981年、脚本・絵コンテ）

1981年
- 太陽の牙ダグラム（ - 1983年、原作（星山博之と共同）・監督（神田武幸と共同）・脚本・絵コンテ・主題歌作詞）

1983年
- 装甲騎兵ボトムズ （ - 1984年、原作・監督・脚本・主題歌作詞）

1984年
- 機甲界ガリアン（ - 1985年、原作・監督）

1985年
- 蒼き流星SPTレイズナー（ - 1986年、原作（伊東恒久と共同）・監督・脚本）

1987年
- 機甲戦記ドラグナー（脚本）

1988年
- 鎧伝サムライトルーパー（ - 1989年、シリーズ構成（第1話 - 第19話））

1989年
- 魔動王グランゾート（ - 1990年、脚本）

1990年
- 魔神英雄伝ワタル2（脚本）

1991年
- ゲンジ通信あげだま（ - 1992年、演出協力）

1992年
- ママは小学4年生（脚本）
- 姫ちゃんのリボン（ - 1993年、演出協力・脚本）

1994年
- 赤ずきんチャチャ（ - 1995年、演出協力・脚本）

1995年
- ナースエンジェル りりかSOS（ - 1996年、演出協力）

1996年
- こどものおもちゃ（ - 1998年、シリーズ構成・演出協力・脚本）
- るろうに剣心 -明治剣客浪漫譚-（ - 1998年、演出協力）

1997年
- 勇者王ガオガイガー（ - 1998年、プロデューサー（共同））

1998年
- ガサラキ（ - 1999年、原案・監督）

1999年
- BLUE GENDER（ - 2000年、企画協力）
- 今、そこにいる僕（特別協力）

2000年
- 風まかせ 月影蘭（脚本）
- GEAR戦士電童（ - 2001年、題字）

2001年
- 激闘!クラッシュギアTURBO（ - 2003年、題字）

2003年
- クラッシュギアNitro（ - 2004年、題字）

2004年
- エリア88（演出協力）
- モリゾーとキッコロ（監督）
- 火の鳥（監督）
- SAMURAI 7（演出協力）

2005年
- アニマル横町（演出協力）

2009年
- ジャングル大帝 -勇気が未来をかえる-（制作協力）

2012年
- オズマ（総監督）
- 超速変形ジャイロゼッター（必殺技筆文字）

2015年
- ヤングブラック・ジャック（シリーズ構成・スーパーバイザー）

2016年
- クラシカロイド（次回予告・台本）

2019年
- 臨死!!江古田ちゃん（監督（第6話）・シナリオ・絵コンテ）

2021年
- MUTEKING THE Dancing HERO（総監督）

2024年
- ザ・ファブル（監督）

2025年
- 魔神創造伝ワタル（必殺技筆文字）

### 劇場アニメ
1972年
- ユートピア（出演（キッド旅行団））原作：東由多加  監督・製作：古沢憲吾  [実写作]

1981年
- 悪魔と姫ぎみ（監督）
- フリテンくん（絵コンテ）
- シリウスの伝説（設定協力）

1983年
- ドキュメント 太陽の牙ダグラム（原作（星山博之と共同）・監督）
- チョロQダグラム（原案・絵コンテ）

1986年
- 装甲騎兵ボトムズ ザ・ラストレッドショルダー（原作・監督）

2009年
- 装甲騎兵ボトムズ ペールゼン・ファイルズ劇場版（原作・監督）

2019年
- コードギアス 復活のルルーシュ（原画）

### OVA

#### 新作
1985年
- 装甲騎兵ボトムズ
  - ザ・ラストレッドショルダー（1985年、原作・監督）
  - ビッグバトル（1986年、原作・監督）
  - レッドショルダードキュメント 野望のルーツ（1988年、原作・監督）
  - 赫奕たる異端（1994年、総監督）
  - ペールゼン・ファイルズ（2007年、原作・監督）
  - 幻影篇（2010年、原作・監督）
  - 孤影再び（2011年、原作・監督）

1986年
- 機甲界ガリアン 鉄の紋章 （原作・監督）
- 蒼き流星SPTレイズナー ACT-III「刻印2000」（原作（伊東恒久と共同）・監督）

1988年
- 機甲猟兵メロウリンク（ - 1989年、原作・シリーズ構成・脚本）
- TAMA&FRIENDS 3丁目物語（脚本）

1989年
- 藤子不二雄Aのアニメ・ゴルフ・ルールブック（制作（共同））

1991年
- 英雄凱伝モザイカ（制作（共同）・監督）
- 機動戦士ガンダム0083 STARDUST MEMORY（ - 1992年、脚本）

1993年
- ザ・コクピット 鉄の竜騎兵（監督・脚本）

1994年
- 紺碧の艦隊（脚本）

1995年
- 闇夜の時代劇 甚助の耳（監督・脚本）
- 沈黙の艦隊シリーズ（ - 1998年、監督）

2000年
- 勇者王ガオガイガーFINAL（監修）

#### 再編集作品
1985年
- 装甲騎兵ボトムズ
  - VOL.I STORIES OF THE 'A.T. VOTOMS'（1985年、原作・監督） - 新作カット原画：塩山紀生
  - VOL.II HIGHLIGHTS FROM THE 'A.T. VOTOMS'（1985年、原作・監督） - 新作カット原画・ビデオ版エンディング作画：塩山紀生
  - ウド（1986年、原作・監督） - オープニング・エンディングジオラマ製作：MAXファクトリー
  - クメン（1986年、原作・監督） - オープニング・エンディングジオラマ製作：MAXファクトリー
  - サンサ（1988年、原作・監督） - ビデオ版オープニング作画：谷口守泰、エンディング作画：塩山紀生
  - クエント（1988年、原作・監督） - ビデオ版オープニング作画：谷口守泰、エンディング作画：塩山紀生
  - LD-BOX「ベスト・コレクション」（1991年） - ボーナスディスク 「VOL.X 証人喚問」 高橋良輔、塩山紀生、大河原邦男インタビュー （再発のLD-BOX「コンプリート・コレクションIII」版 インタビュー未収録）
  - ブリーフィング I（1994年） - 対論・高橋良輔VS塩山紀生
  - ブリーフィング II（1994年） - BGMレコーディング・レポート/乾裕樹インタビュー　対論・大河原邦男VS出渕裕

1986年
- 機甲界ガリアン
  - I 大地の章（1986年、原作・監督） - 高橋良輔インタビュー巻末収録
  - II 天空の章（1986年、原作・監督） - 塩山紀生インタビュー巻末収録

- 蒼き流星SPTレイズナー
  - ACT-I「エイジ1996」（1986年、原作（伊東恒久と共同）・監督） - 新作カット原画：谷口守泰
  - ACT-II「ル・カイン1999」（1986年、原作（伊東恒久と共同）・監督） - 新作カット原画：谷口守泰

### Webアニメ
2006年
- FLAG（原作・総監督）
- 幕末機関説 いろはにほへと（原作・総監督）

2019年
- OBSOLETE（企画プロデュース）

### 著作

#### 小説
- 機甲猟兵メロウリンク 1
  - イラスト：谷口守泰 発行：1989年3月 ソノラマ文庫（朝日ソノラマ）
- モザイカ
  - イラスト：塩山紀生 発行：1992年8月 富士見ファンタジア文庫（富士見書房）
- equalガネシス
  - イラスト：村瀬修功 「月刊ニュータイプ」1993年 - 1994年連載（角川書店）
- こどものおもちゃ ガールズバトルコメディ 1 - 7
  - 原作・イラスト：小花美穂 発行：1996年6月 - 1997年8月 コバルト文庫（集英社）
- ガサラキ 
  - I 戦術甲冑（タクティカル・アーマー） 発行：1999年4月
  - II 傀儡子（くぐつ） 発行：1999年6月
  - III 接触（ふれあい） 発行：1999年8月
  - IV 未来（あした） 発行：1999年9月
    - 著：野崎透 原案：矢立肇、高橋良輔 カバーイラスト：村瀬修功 口絵イラスト：出渕裕 本文イラスト：武半慎吾（全巻）、深野洋一（I - III）、村瀬修功（IV）角川スニーカー文庫（角川書店）
- ガサラキ  村井中尉（ムラチュー）の決心
  - 著：野崎透 原案：矢立肇、高橋良輔 イラスト：植田洋一、深野洋一 発行：1999年7月 角川mini文庫（角川書店）
- DEAD POINT　1 ―死点― デッドポイント
- DEAD POINT 2 ―死点― デッドポイント
  - 原作：高橋良輔 イラスト：吉原昌宏 発行：2000年7月（第1巻）2000年8月（第2巻）  集英社スーパーダッシュ文庫（集英社）
- 妖怪モバイラーズ カイ＠ポー（カイアンドポー）
  - 著：田中祥介 原案：高橋良輔 イラスト：水玉螢之丞 発行：2002年9月 集英社スーパーダッシュ文庫（集英社）
- 装甲騎兵ボトムズ
  - I ウド編　発行：2002年11月
  - II クメン編　発行：2003年2月
  - III サンサ編　発行：2003年6月
  - IV クエント編　発行：2003年10月
    - 表紙イラスト：大河原邦男 本文イラスト：塩山紀生 角川スニーカー文庫（角川書店）
- 小説VOTOMSいちぶんの一
  - イラスト・題字：高橋良輔 「日経キャラクターズ!」9号/2005年7月号 - （日経BP社）
- 新・小説VOTOMSいちぶんの一
  - イラスト・題字：高橋良輔 「日経トレンディネット」2007年10月24日 - （日経BP社）
- 装甲騎兵ボトムズ 孤影再び
  - 題字：高橋良輔 イラスト：塩山紀生 「日経キャラクターズ!」11号/2006年1月号（日経BP社）・「日経エンタテインメント!」（リニューアル掲載）2006年5月号 -  2007年9月号 （日経BP社）
- ディオラマストーリー 装甲騎兵ボトムズ コマンドフォークト
  - ストーリー：野崎透 監修：高橋良輔 キャラクターデザイン：塩山紀生 メカデザイン：大河原邦男 「ホビージャパン」2006年9月号 -　（ホビージャパン）
- 装甲騎兵ボトムズ 戦場の哲学者
  - SBクリエイティブ発行 2016年
    - 装甲騎兵ボトムズ 絢爛たる葬列
      - 矢立文庫Web小説 2016年 「戦場の哲学者」に収録

    - 装甲騎兵ボトムズ 鉄騎兵堕ちる
      - 「戦場の哲学者」に収録。2017年に矢立文庫Web小説配信
- 装甲騎兵ボトムズ チャイルド 神の子篇
  - Web小説 WebNewtype/電撃ホビーウェブ 2020年

#### コラム・自伝
- 高橋良輔の言っちゃなんだけど
  - 矢立文庫Webコラム（2017年）
- 高橋良輔監督旅行記「飛行機雲に誘われて」
  - 矢立文庫Webコラム（2018年 - 2020年）
- アニメ監督で・・・いいのかな? ダグラム、ボトムズから読み解くメカとの付き合い方
  - KADOKAWA（2019年）

#### 漫画原作
- 太陽の牙ダグラム 1 - 3（作画：森藤よしひろ、発行：1982年12月 - 1983年3月、講談社）
- 装甲騎兵ボトムズ 1 - 4（作画：のなかみのる、発行：1983年10月 - 1984年3月、講談社）
- 機甲界ガリアン（作画：すがい優、『コミックボンボン』、1984年 — 1985年連載、講談社）未単行本化
- かっとびアニメ丸（作画：金山明博、『コミックボンボン』、1985年連載、講談社）
  - 無敵ロボ トライダーG7 DVDメモリアルボックス（発売：2005年9月、バンダイビジュアル）特典として復刻版が初回版に封入
- 装甲騎兵ボトムズ 赫奕たる異端（作画：今掛勇、発行：1995年7月、メディアワークス・主婦の友社）
- ARMORED TROOPER VOTOMS（作画：TIM ELDRED、発行：1997年、New York：US MANGA CORPS）
- ガサラキ 壱 - 四（作画：MEIMU、発行：1998年12月 - 2000年6月、角川書店）

### 作詞
- 「愛する大地」『ゼロテスター』エンディングテーマ　発売：1973年（ワーナーパイオニア）
  - 作曲・編曲：山本直純、歌：ロイヤルナイツ
- 「さらばやさしき日々よ」『太陽の牙ダグラム』 オープニングテーマ　発売：1981年（キングレコード）
- 「風の行方」『太陽の牙ダグラム』エンディングテーマ　発売：1981年（キングレコード）
- 「父よ」『太陽の牙ダグラム』挿入歌　発売：1982年（キングレコード）
- 「EXODUS」『太陽の牙ダグラム』挿入歌 発売：1982年（キングレコード）
  - 作曲：冬木透、編曲：武市昌久、歌：麻田マモル
- 「炎のさだめ」『装甲騎兵ボトムズ』オープニングテーマ　発売：1983年（キングレコード）
- 「いつもあなたが」『装甲騎兵ボトムズ』エンディングテーマ　発売：1983年（キングレコード）
  - 作曲・編曲：乾裕樹、歌：TETSU
- 「たのまれグッバイ」『装甲騎兵ボトムズ』挿入歌 発売：1983年（キングレコード）
  - 作曲・編曲：乾裕樹、歌：川浪葉子
- 「鉄のララバイ」『装甲騎兵ボトムズ ペールゼン・ファイルズ』オープニング主題歌　発売：2008年（ランティス）
- 「バイバイブラザー」『装甲騎兵ボトムズ ペールゼン・ファイルズ』エンディング主題歌　発売：2008年（ランティス）
  - 作曲：磯崎健史、編曲：佐々木聡作、福田真一郎、二宮英樹、歌：柳ジョージ

未発表曲に『英雄凱伝モザイカ』（1991年）の主題歌がある。製作・販売のウォカーズカンパニーが倒産、制作はディーンで続けられ、キングレコードが販売を担当し、そこでキングの意向によりキング所属の新人アーティストのタイアップへと主題歌の差し替えられたためである。
虫プロ制作『W3』（1966年）では、劇団状況劇場を旗揚した頃の唐十郎が多く脚本を執筆しているが、その担当演出が主に高橋だった。明治大学では戯曲を専攻していたこともあり、虫プロ退社後はアンダーグランド演劇に一時傾倒。東由多加主宰の東京キッドブラザースに参加し、ディスカッション・ドキュメンタリー『ユートピア』（1972年）において、キッド旅行団の一員として漂流の旅をする、そのキッドのメンバーとのコラボレートした主題歌が制作されていた。

### 舞台
- 武器屋（『装甲騎兵ボトムズ』の舞台化） 座長：三ツ矢雄二 演出：高橋良輔 青山劇場 1996年

## 関連書籍
- ボトムズ・オデッセイ OUT '85年1月増刊（『ザ・キリコ』仮想小説：高橋良輔 イラスト：塩山紀生） 発行：1984年12月（みのり書房）
- 青の騎士ベルゼルガ物語 『BLUE KNIGHT』（映像化仮想脚本：高橋良輔 イラスト：塩山紀生） 発行：1987年2月 （ホビージャパン）
- アドベンチャーヒーローブックス25　装甲騎兵ボトムズ　復讐の惑星シド 著：山口宏（スペシャル・アドバイザー：高橋良輔） 発行：1987年9月（勁文社）
- 装甲騎兵ボトムズ ザ・ラストレッドショルダー 著：吉川惣司（イラスト：塩山紀生 解説：高橋良輔） 発行：1988年12月 アニメージュ文庫（徳間書店）
- ポップ・カルチャー・クリティーク 0 『エヴァ』の遺せしもの 著：霜月たかなか（『装甲騎兵ボトムズ』雑感  稲葉振一郎） 発行：1997年12月（青弓社）
- ドキュメント・ボトムズ―高橋良輔アニメの世界  編著：霜月たかなか 発行：2000年5月（三一書房）
- ボトムズ・アライヴ オタク学叢書VOL.4 著：岡島正晃、あさのまさひこ、中島紳介 発行：2000年8月（太田出版）
- ボトムズバイブル 装甲騎兵ボトムズ全記録集1（MEMORY OF VOTOMS 高橋良輔インタビュー：大徳哲夫） 発行：2001年9月（樹想社）
- ボトムズアーカイヴ 装甲騎兵ボトムズ全記録集2（高橋監督のベトナム旅行記） 発行：2002年6月（樹想社）
- 宝島COLLECTION 一億人の手塚治虫　編：一億人の手塚治虫編集委員会 発行：1989年8月（JICC出版局）
  - 発言引用元
『文藝春秋デラックス　アニメーションの本 /1977年10月「裏方もまた楽し テレビ・アニメの内幕」高橋良輔×光延博愛×柴山達雄』
『手塚治虫アニメ選書(5)W3.バンパイヤ.新宝島 /1978年7月「演出家座談会 W3を語る」杉山卓×高橋良輔×月岡貞夫』
- サイボーグ009（1）神話・伝説編 著：石ノ森章太郎（解説：高橋良輔） 発行：1994年8月（秋田書店）
- サイボーグ009コンプリートブック 編：ゼロゼロナンバープロジェクト（CYBORG009 THE ANIMATION 1979‐1980 高橋良輔インタビュー）  発行：2001年10月（メディアファクトリー）
- ロボット・オペラ 著：瀬名秀明（ロボットアニメとエンターテインメント産業/高橋良輔） 発行：2004年6月（光文社）
- ROBOT Operation 編：日経キャラクターズ!（押井守、大河原邦男、高橋良輔　アニメ・クリエーター インタビュー） 発行：2004年11月15日（日経BP社）
- タタキツクルコト 1/1スコープドッグ制作日誌 著：倉田光吾郎（大河原邦男×高橋良輔×塩山紀生 ビッグ3鼎談収録） 発行：2005年05月（インフォバーン）

## 講演
- 第25回日本SF大会「日本SF―その成果と未来」DAICON5『ロボットのある街』吹田市文化会館 講演日 1986年8月24日
- 『ジャパニメーション1963〜2004』（招聘 - 独立行政法人国際交流基金）併催 - 指田英司講演
  - メキシコ・メキシコシティー メキシコ国立工科大学[マヌエル・モレノ・トレス講堂] 講演日 2004年3月11日
  - コスタリカ・サンホセ [fanal劇場] 講演日 2004年03月？日
  - アメリカ・アトランタ エモリー大学[ハーランドシネマ講堂] 講演日 2004年3月15日
- 『ジャパニメーション1963〜2004』倉敷芸術科学大学 講演日 2004年06月28日 ゲスト - 山浦栄二、松谷孝征
- 『高橋良輔監督が語る‐アニメーション演出とこれからの監督像‐』WAOクリエイティブカレッジ東京校 講演日 2005年12月10日
- 『押井守監督×高橋良輔監督が語るアニメーション演出』WAOクリエイティブカレッジ東京校 講演日 （2006年4月6日予定が順延）
- 『高橋良輔監督 特別講義』アミューズメントメディア総合学院東京校 講演日 2010年6月24日 講義進行 - 宗宮賢二

## イベント・テレビ出演
イベント
- 第25回日本SF大会「日本SF―その成果と未来」DAICON5『MEDIC メカデザイン・コンテスト』吹田市文化会館 1986年8月24日 出演者：佐藤元、谷口守泰、吉田徹、高橋良輔、永野護
- ボークス「1/8スコープドッグ」発売記念スペシャルイベント『ボトムズを創った男達の同窓会』 1995年12月17日 ゲスト：高橋良輔、塩山紀生、大河原邦男
- 中国デザイン専門学校「アニメフェスタ2000」岡山市オルガホール 2000年XX月XX日 パネリスト：芝山努、高橋良輔、肝付兼太、たてかべ和也
- 『ブルージェンダー』の後始末「セックス抜きのアニメなんて」新宿ロフトプラスワン 2000年6月7日 司会：大畑晃一 ゲスト：高橋良輔、大地丙太郎
- 『ダグラム＆ボトムズナイト』「リアルロボット黄金期を振り返る」 高橋良輔＆塩山紀生トークショー 池袋新文芸坐 2003年8月16日
- 『サイボーグ009』DVD発売記念イベント 高橋良輔、芦田豊雄、井上和彦トークショー 2004年1月18日
- 『第7回ROBO-ONE』（サンライズ、マイクロソフト）日本科学未来館 2005年3月19日 - 20日開催 特別審査員：大河原邦男、プレゼンター：高橋良輔
- 日本工学院専門学校（蒲田キャンパス） 「スペシャル・トークショー」2005年9月11日 ゲスト：富田祐弘、高橋良輔、樫村行弘、森浩美
- 『広島・アジア　アニメーションシンポジウム』（招聘：ビエンナーレ基金、広島市、広島市文化財団、中国経済産業局、(財)貿易研修センター）リーガロイヤルホテル広島 2005年10月7日 パネリスト：松谷孝征、高橋良輔、キム・ムンセン、金井宏一郎 進行：片山雅博
- 第18回東京国際映画祭/animecsT!FF T!FFアニメCGフェスティバル『★最強のSF伝説』「ウルダ」「ペイル・コクーン」「火の鳥」上映 VIRGIN TOHO CINEMAS 六本木ヒルズART SCREEN 公演：2005年10月29日（ゲストトーク：高橋良輔）
- グレートメカニック＆月刊ホビージャパン プレゼンツ『ボトムズ野郎ども』新宿ロフトプラスワン 2006年2月12日  司会：木原浩勝 ゲスト：高橋良輔、井上幸一、MAX渡辺、岡島正晃ほか
- WONDERFUL HOBBY LIFE FOR YOU2『Max Talk Battele Atage』東京国際展示場 2006年2月19日 司会：MAX渡辺 ゲスト：高橋良輔

テレビ出演
- 土曜特集『火の鳥からのメッセージ〜手塚治虫・いのちの物語』「演出家、高橋良輔の挑戦」 NHK総合 2004年4月3日 出演：高橋良輔、中島美嘉
- クリエイターズ・インタビュー『オリジナルの肝』（2003年） 司会　 ゲスト：富野由悠季ほか
  - ※インターネットによる動画配信サービスを利用したインタビュー番組